# اولگا هولتز
اولگا هولتز (روسی: Ольга Гольц؛ زادهٔ ۱۹ اوت ۱۹۷۳) دانشمند در زمینه ریاضیات اهل روسیه و از دانش‌آموختگان دانشگاه ویسکانسین-مدیسن است.